# Протон, Лансело
Лансело Протон Де Ла Шаппель (фр. Lancelot Proton de la chappele; 27 июня 1998, Бёзвиль, Франция) — французский и бельгийский боксёр-профессионал.
Серебряный призёр чемпионата Франции среди любителей (2017).

## Любительская карьера
В марте 2013 года стал чемпионом Франции среди юниоров в наилегчайшей весовой категории (до 52 кг).
В марте 2016 года стал чемпионом Франции среди юниоров в полусредней весовой категории (до 69 кг).

### Чемпионат Франции 2017
Выступал в средней весовой категории (до 75 кг). В 1/8 финала победил Феликса Монье. В четвертьфинале победил Виктора Йока. В полуфинале победил Клемана Хун Сик Ки. В финале проиграл Бенгоро Бамба.

### Чемпионат Франции 2018
Выступал в средней весовой категории (до 75 кг). В четвертьфинале проиграл Виктору Йока.

### Чемпионат мира 2019
Представлял Бельгию. Выступал в средней весовой категории (до 75 кг). В 1/32 финала победил Мвенекабве Тсаму из ДР Конго. В 1/16 финала проиграл киргизу Омурбеку Бекжигиту-Уулу.

## Профессиональная карьера
Дебютировал на профессиональном ринге 20 ноября 2021 года. Одержал победу по очкам.

## Статистика боёв
В таблице перечислены результаты всех поединков боксёров.
В каждой строке указан результат поединка. Дополнительно номер поединка обозначен цветом, который обозначает итог поединка. Расшифровка обозначений и цветов представлена в нижеследующей таблице.
| Пример | Расшифровка                     |
| ------ | ------------------------------- |
|        | Победа                          |
|        | Ничья                           |
|        | Поражение                       |
|        | Планируемый поединок            |
|        | Поединок признан несостоявшимся |
| КО     | Нокаут                          |
| ТКО    | Технический нокаут              |
| PTS    | Решение судей (по очкам)        |
| UD     | Единогласное решение судей      |
| MD     | Решение большинства судей       |
| SD     | Раздельное решение судей        |
| RTD    | Отказ от продолжения боя        |
| DQ     | Дисквалификация                 |
| NC     | Поединок признан несостоявшимся |

| Бой | Дата            | Соперник                   | Место проведения                                                 | Результат | Примечание                                                                                                 |
| --- | --------------- | -------------------------- | ---------------------------------------------------------------- | --------- | --- |
| 18  | 19 апреля 2025  | Нурканат Райыс (1-0)       | Global Theater Boulevard Riyadh City, Эр-Рияд, Саудовская Аравия | SD6 (6)   | Счёт: 59-55, 57-56, 55-58.                                                                                 |
| 17  | 16 ноября 2024  | Синоаи Винтерштейн (12-0)  | Centre sportif, Серне, Верхний Рейн, Франция                     | SD10 (10) | Защитил титул чемпиона Франции во 2-м среднем весе (1-я защита Протона). Счёт: 93-97 и 96-94 (дважды).     |
| 16  | 8 июня 2024     | Баптист Кастеньяро (13-25) | Gymnase des Quatre Paroisses, Бёзвиль, Эр, Франция               | MD10 (10) | Завоевал титул чемпиона Франции во 2-м среднем весе (1-я защита Кастеньяро). Счёт: 99-91 и 97-93 (дважды). |
| 15  | 4 мая 2024      | Брэндон Брюэр (27-3-2)     | Fredericton Coliseum, Фредериктон, Нью-Брансуик, Канада          | MD10 (10) | Защитил титул WBC Francophone во 2-м среднем весе (1-я защита Протона). Счёт: 95-95, 97-93, 98-92.         |
| 14  | 2 марта 2024    | Кристофер Бружиру (4-1)    | Salle des trois provinces, Brive, Франция                        | MD6 (6)   | Счёт: 58-56 и 57-57 (дважды).                                                                              |
| 13  | 25 ноября 2023  | Джоджо Ндонг Экога (2-8-3) | Gymnase Agneaux, Аньо, Франция                                   | UD6 (6)   | Счёт: 60-53 (все).                                                                                         |
| 12  | 14 октября 2023 | Брэндон Брюэр (27-2-2)     | Fredericton Coliseum, Фредериктон, Нью-Брансуик, Канада          | TKO9 (10) | Завоевал вакантный титул WBC Francophone во 2-м среднем весе.                                              |
| 11  | 24 июня 2023    | Кевин Леса Нгивасон (6-3)  | Kindarena, Руан, Франция                                         | UD8 (8)   | Счёт: 79-73 (все).                                                                                         |
| 10  | 28 апреля 2023  | Предраг Цветкович (6-24-3) | Espace Mayenne, Laval, Франция                                   | TKO1 (6)  | |
| 9   | 15 апреля 2023  | Аттеман Занун (2-4-1)      | Casino de Deauville, Довиль, Франция                             | TKO4 (6)  | |
| 8   | 31 марта 2023   | Клеман Лубрано (9-1-1)     | Palais du Littoral, Гранд-Сент, Франция                          | UD6 (6)   | Счёт: 59-55 и 60-54 (дважды).                                                                              |
| 7   | 4 марта 2023    | Квентен Фонтейн (3-2-1)    | Zénith, Кан, Франция                                             | UD6 (6)   | Счёт: 60-54 (все).                                                                                         |
| 6   | 2 декабря 2022  | Квентен Фонтейн (3-1-1)    | Gymnase Lassalle, Везуль, Франция                                | UD6 (6)   | Счёт: 59-55 и 58-56 (дважды).                                                                              |
| 5   | 29 октября 2022 | Ника Бигвава (3-2-1)       | Palais des sports FDI stadium, Laval, Франция                    | TKO3 (6)  | |
| 4   | 15 октября 2022 | Алаудин Хасани (3-0)       | Palais des sports FDI stadium, Монпелье, Франция                 | PTS6 (6)  | Счёт: 59-54.                                                                                               |
| 3   | 9 апреля 2022   | Рошди Бен Арбиа (5-2-1)    | Salle des trois provinces, Brive, Франция                        | KO3 (6)   | |
| 2   | 4 декабря 2021  | Мартин Овоно (8-34-4)      | Salle Jean Bouin, Анже, Франция                                  | UD6 (6)   | Счёт: 60-54 (все).                                                                                         |
| 1   | 20 ноября 2021  | Пьерр Росадини (0-3)       | Summum, Гренобль, Франция                                        | UD6 (6)   | Счёт: 60-54, 59-55, 58-56.                                                                                 |
| Бой | Дата            | Соперник                   | Место проведения                                                 | Результат | Примечание                                                                                                 |

## Титулы и достижения

### Любительские
- 2013  Чемпион Франции среди юниоров в наилегчайшем весе (до 52 кг).
- 2016  Чемпион Франции среди юниоров в полусреднем весе (до 69 кг).
- 2017  Серебряный призёр чемпионата Франции в среднем весе (до 75 кг).

### Профессиональные
- Титул WBC Francophone во 2-м среднем весе (2023—н. в.).
- Чемпион Франции во 2-м среднем весе (2024—2025).